# The Johns Hopkins Science Review
The Johns Hopkins Science Review era un programa de televisión estadounidense, aclamado por la crítica, que se emitió desde el 31 de diciembre de 1948 hasta entre 1953 y 1955 dependiendo de la fuente. McNeil (1996) señala que el programa se emitió hasta el 20 de abril de 1953. Brooks y Marsh (1985) indican que el programa dejó de transmitirse el 2 de septiembre de 1954.
El programa consistía en documentales científicos e incluía invitados como Werner Von Braun. Cada episodio de media hora era emitido desde WAAM en Baltimore. Originalmente se emitía en la cadena CBS, pero se trasladó a DuMont en octubre de 1950. La serie ganó un Premio Peabody en la categoría de Educación en 1952.
Un refrito del programa, denominado Johns Hopkins File 7, fue emitido en sindicación nacional entre 1956 y 1958. Al igual que el Review, File 7 era producido en WAAM y su anfitrión era Lynn Poole.

## Estado de los episodios
Al menos tres episodios del programa se mantienen en el Archivo de Cine y Televisión de la Universidad de California en Los Ángeles. Uno de estos episodios, en el cual aparece Werner Von Braun, puede ser visto en Internet a través del sitio TV4U. También se ha confirmado que 186 capítulos del programa están almacenados en la universidad que financiaba el programa . Esto significa que Johns Hopkins Science Review es el programa de DuMont que posee más grabaciones sobrevivientes en la actualidad.